# Марш, Дэйв
Дэйв Марш (англ. Dave Marsh, род. 1 марта 1950 года, Детройт, Мичиган, США) — американский музыкальный критик и радиоведущий. Начинал карьеру в качестве редактора журнала Creem, впоследствии печатался в таких изданиях, как Newsday, The Village Voice и Rolling Stone, а также опубликовал множество книг, в основном посвящённых рок-музыке. Член комитета Зала славы рок-н-ролла.
Помимо музыки, писал об общественных проблемах, политике, вопросах окружающей среды, и многом другом. Один из самых влиятельных обозревателей поп-музыки за последние десятилетия.

## Биография
Родился в Детройте, штат Мичиган, вырос в Понтиаке. Окончил среднюю школу имени Уотерфорда Кеттеринга в Уотерфорде. Учился в Государственном университете Уэйна в Детройте, однако в 1969 году бросил учёбу, устроившись редактором в журнал Creem (фактически, став одним из его основателей).
Публикуясь в Creem, Марш стал одним из пионеров отдельного направления в музыкальной критике, посвящённого рок-музыке. В те годы наставником Марша был его коллега Лестер Бэнгс, ставший близким другом журналиста. Являясь ярым лоббистом панк-рока (первый музыкальный критик, использовавший этот термин) в период расцвета жанра, по прошествии лет Марш, тем не менее, пересмотрел свои взгляды и заявил, что «не уверен, была ли панк более важен, чем диско», и выразил мнение, что хип-хоп сыграл более значимую роль для рок-музыки (в разрезе её истории), чем панк.
На протяжении карьеры Марш много писал о своих любимых артистах, в частности о Марвине Гэе, чью композиция «I Heard It Through the Grapevine» назвал лучшим синглом всех времён на страницах своей книги The Heart of Rock and Soul: the 1001 Greatest Singles Ever Made, и о Слае Стоуне, которого считал «одним из величайших музыкальных авантюристов, которых знала рок-музыка».
Вместе с издателем журнала Rolling Stone Яном Веннером, Марш участвовал в учреждении Зала славы рок-н-ролла (и дальнейшем поддержании его функционирования) в Кливленде, штат Огайо. Впоследствии, иногда подвергался критике выбором потенциальных кандидатов для включения в эту организацию.
В своих книгах и материалах для Rolling Stone Марш освещал творчество многих нишевых рок-н-ролльных исполнителей 1950-х и начала 1960-х годов, включая малоизвестных ду-воп-артистов, соул-исполнителей и гёрл-групп. Помимо этого за годы своей карьеры он опубликовал четыре книги о Брюсе Спрингстине, в том числе такие бестселлеры, как Born to Run и Glory Days.
Выступал редактором и публицистом посвящённого рок-музыке и социальным проблемам информационного бюллетеня Rock and Roll Confidential, позже переименованного в Rock and Rap Confidential. В 1994 году написал книгу Mid-Life Confidential о состоящей из американских писателей рок-группе Rock-Bottom Remainders. Также публиковался в Newsday и The Real Paper.
В 2012 году была опубликована книга Марша 360 Sound: The Columbia Records Story — Legends and Legacy (в дополнение к книге Шона Виленца 360 Sound: The Columbia Records Story). Она охватывает 264 величайшие песни изданные на лейбле Columbia Records, начиная с в 1890 года (песня Джона Филипа Сузы «Washington Post March») и заканчивая 2011-м (композиция Адель «Rolling in the Deep»).

## Критика музыкантов
Марша характеризовали как «сварливого рок-н-ролльного журналиста» из-за его едких комментариев в адрес популярных музыкантов, которые ему не нравились. В 1976 году он написал, что у Led Zeppelin был «жирнющий минус» в лице барабанщика Джона Бонэма, которого он считал «чем-то вроде клинического бездаря», который портил все альбомы группы. В то же время Бонэм неоднократно признавался одним из величайших и самых влиятельных барабанщиков всех времён.
В 1977 году Марш описал фронтмена Queen Фредди Меркьюри, который считается одним из лучших вокалистов всех времён, как обладателя «довольно таки сносного поп-голоса». Журналист писал в 1978 году: «Queen здесь не только для того, чтобы развлекать. Эта группа пришла, чтобы четко определить, кто выше, а кто ниже. Их гимн „We Will Rock You“ — это строевой приказ: не вы будете раскачивать нас, а мы будем раскачивать вас. Действительно, Queen, возможно, первая по-настоящему фашистская рок-группа… удивляюсь, почему кто-то потакает этим подонкам и их порочащим идеям».
В 1980 году Марш резко раскритиковал альбом Боба Сигера Against the Wind (единственная пластинка музыканта занявшая 1-е место чарта Billboard 200, о которой сам он отзывался как «о попытке двигаться вперед, сохраняя при этом здравомыслие и честность»), назвав его предательством давних поклонников музыканта: «Я хотел бы сказать, что это не только худшая запись, которую когда-либо делал Боб Сигер, но и абсолютно трусливая».
В 1983 году на страницах альманаха Rolling Stone Record Guide Марш назвал группу Journey «тупиком для рок-сцены Сан-Франциско», а их музыку — «расчётливой». Он присудил каждому альбому Journey, выпущенному на тот момент — семи студийным пластинкам, сборнику и концертному альбому — минимально возможную оценку в 1/5 звезды. Отвечая на вопрос о безжалостных насмешках Марша над Journey в телевизионной программе 1986 года, во время которой другие критики защищали группу, вокалист Стив Перри назвал своего визави «странноватым персонажем, который слишком часто думает, что его субъективное мнение является фактом в последней инстанции».
Также в Rolling Stone Record Guide Марш описал Air Supply как «самую расчетливую и бездушную псевдогруппу в своем роде, что уже о многом говорит». Помимо этого, он назвал Grateful Dead «худшей группой в истории».
Комментируя возможное включение Kiss в Зал славы рок-н-ролла, Марш заявил: «Kiss — не великая группа. Kiss никогда не были великой группой. Kiss никогда не станут великой группой, и я сделал все, что в моих силах, чтобы они не попали в бюллетень с кандидатами». Тем не менее, Kiss были введены в Зал славы рок-н-ролла в 2014 году; в преддверии этого Марш сказал: «Я закончил с ними ещё до того, как перевернул их первый альбом на вторую сторону… вся эта посредственность была достаточно безобидной, пока хвастливый басист не решил превратить её в пропагандистскую машину для двух единственных вещей, которые он когда-либо любил: Джина Симмонса и деньги». Вокалист группы Пол Стэнли назвал Марша «самовлюблённым» и указал на его насмешки над Led Zeppelin и Queen как на неоспоримое доказательство того, что он «никакого понятия не имеет» о музыке.
В выпуске журнала Rolling Stone от 13 марта 1975 года Марш был одним из многих критиков, которого попросили высказаться о новом альбоме Боба Дилана Blood on the Tracks (лучшей его записи в 1970-х). Критик писал: «Эти затянутые песни, в частности, страдают от плоских, запутанных образов, а музыка, со всеми её намеками на былую славу, часто исполняется мимо нот. Я полагаю, ваша оценка будет зависеть от того, на сколь серьёзный компромисс вы готовы пойти».

## Работа на радио
Дэйв Марш ведет три радиошоу на Sirius XM, первое которых — «Live from E Street Nation» — выходит на E Street Radio, второе — «Kick Out the Jams» — на музыкальном ток-канале Volume. Название отсылает к альбому MC5 Kick Out the Jams.
Третья программа Марша на Sirius XM, политическое ток-шоу «Live From the Land of Hopes and Dreams», выходит в эфир по воскресеньям на каналах Sirius Left и America Left (XM Satellite Radio соответственно).

## Личная жизнь
Женат на Барбаре Карр, одной из менеджеров Брюса Спрингстина, удочерив её детей, Кристен Энн и Сашу Джей Карр. Кристен умерла в 1993 году от саркомы, после чего семья основала именной фонд Кристен Энн Карр.
Саша, клинический психолог, специализирующийся на семейном уходе, умерла 28 декабря 2024 года в Норуолке, штат Коннектикут.